# Мурзоев, Камолиддин Абдусаламович
Камолиддин Мурзоев Абдусаламович (род. 17 февраля 1987, Бекабад, Ташкентская область) — узбекистанский футболист, нападающий

## Карьера
Футбольная карьера Мурзоева началась в 2004 году в клубе «Металлург» (Бекабад), в составе которого он играл на протяжении двух лет.
С 2006 по 2008 год игрок выступал за «Машъал» (Мубарек), а затем присоединился к «Насафу» из Карши.
После первого круга чемпионата Узбекистана-2009 Мурзоев перебрался в стан ташкентского «Бунёдкора». 2010 год он провёл в «Насафе», после чего вернулся в столицу Узбекистана.
В 2013 году Мурзоев подписал контракт с павлодарским «Иртышом». Но уже в феврале 2014 покинул команду ввиду отказа руководства клуба повышать зарплату в связи с девальвацией тенге.
После окончания казахстанского периода карьеры проходил просмотр в клубах Высшей Лиги Узбекистана «Шуртан» и «Алмалык». В итоге приглянулся лишь клубу «Алмалык» и в феврале 2015 года заключил с ним контракт. На протяжении всего первого круга Мурзаев продемонстрировал не самые высокие показатели результативности, не вселив доверия в сердца тренерского штаба «Алмалыка». По завершении первой части сезона клуб принял решение расстаться с футболистом.
В августе 2015 года Мурзаев подписывает контракт со стоящим на грани вылета из элиты самаркандским «Динамо». За период, проведенный в этой команде, футболист пережил мини-ренессанс в своей карьере, всплеснув своей бомбардирской активностью. В октябре 2015 года Мурзаев даже заслужил признание лучшего игрока сентября по версии Профессиональной футбольной лиги Узбекистана , а также по версии самаркандского клуба. В конце сезона «Динамо» покинуло высший дивизион, и, вместе с этим, команду покинул сам футболист. Однако, несмотря на такое стечение обстоятельств и сравнительно небольшие заслуги перед клубом футболист был удостоен звания лучшего игрока года клуба «Динамо Самарканд».
В январе 2016 года проходил просмотр в клубе Суперлиги Малайзии «ПКНС». Футболист сумел достичь договоренности с руководством клуба и даже подписал контракт, рассчитанный на один год. Однако, по истечении некоторого времени этот контракт был расторгнут. По признанию самого футболиста поводом для аннуляции соглашения стало следующее обстоятельство. Один из футбольных агентов на встрече с главным тренером и футболистами клуба выставил Мурзаева в неблаговидном свете, распространив про него ложную отрицательную характеристику, которая, в свою очередь, повлияла на прекращение сотрудничества малайзийского клуба с узбекским футболистом. Предполагается, что агент, который, к сведению, оказался земляком Мурзаева, имел намерения по трудоустройству и продвижению своих клиентов с футбольные клубы Малайзии. Тем не менее, стоит отметить, что «ПКНС» выплатил футболисту компенсацию за досрочное расторжение соглашения.
В феврале 2016 года подписал контракт с «Бухарой».

## Достижения
«Бунёдкор»
- Чемпион Узбекистана (2): 2009, 2011
- Серебряный призёр чемпионата Узбекистана: 2012
- Обладатель Кубка Узбекистана: 2012 2018
- Итого: 4 трофея

## Статистика

### Клубная
| Клуб               | Сезон            | Лига             | Лига  | Лига | Кубки  | Кубки | Кубки | Конт.турниры | Конт.турниры | Конт.турниры | Прочие | Прочие | Прочие | Всего | Всего |
| Клуб               | Сезон            | Сорев.           | Матчи | Голы | Сорев. | Матчи | Голы  | Сорев.       | Матчи        | Голы         | Сорев. | Матчи  | Голы   | Матчи | Голы  |
| ------------------ | ---------------- | ---------------- | ----- | ---- | ------ | ----- | ----- | ------------ | ------------ | ------------ | ------ | ------ | ------ | ----- | ----- |
| Бунёдкор           | 2012             | ЧУ               | 22    | 2    | КУ     | 6     | 1     | ЛЧ           | 11           | 3            | -      | -      | -      | 39    | 6     |
| Бунёдкор           | 2013             | ЧУ               | 8     | 3    | КУ     | 0     | 0     | ЛЧ           | 7            | 1            | -      | -      | -      | 15    | 4     |
| Бунёдкор           | Всего            | Всего            | 30    | 5    |        | 6     | 1     |              | 18           | 4            |        | -      | -      | 54    | 10    |
| Иртыш (Павлодар)   | 2013             | ЧК               | 10    | 2    | КК     | 0     | 0     | ЛЕ           | 4            | 1            | -      | -      | -      | 14    | 3     |
| Иртыш (Павлодар)   | Всего            | Всего            | 10    | 2    |        | 0     | 0     |              | 4            | 1            |        | -      | -      | 14    | 3     |
| Шахтёр (Караганда) | 2014             | ЧК               | 14    | 0    | КК     | 1     | 1     | ЛЕ           | 4            | 0            | СК     | 1      | 0      | 20    | 1     |
| Шахтёр (Караганда) | Всего            | Всего            | 14    | 0    |        | 1     | 1     |              | 4            | 0            |        | 1      | 0      | 20    | 1     |
| Всего за карьеру   | Всего за карьеру | Всего за карьеру | 54    | 7    |        | 7     | 2     |              | 26           | 5            |        | 1      | 0      | 88    | 14    |

### Международная

#### Матчи и голы за сборную
| № | Дата            | Место                                | Соперник   | Счёт | Голы Мурзоева | Соревнование      |
| 1 | 5 сентября 2009 | Узбекистан, Ташкент, «Пахтакор»      | Иран       | 0:0  | —             | Товарищеский матч |
| 2 | 25 марта 2011   | Черногория, Подгорица, «Под Горицом» | Черногория | 0:1  | —             | Товарищеский матч |

Итого: 2 матча / 0 голов; 0 побед, 1 ничья, 1 поражение.

#### Сводная статистика игр/голов за сборную
| Сборная          | Год              | Отборочные матчи ЧМ | Отборочные матчи ЧМ | Финальные матчи ЧМ | Финальные матчи ЧМ | Отборочные матчи КА | Отборочные матчи КА | Финальные матчи КА | Финальные матчи КА | Товарищеские матчи | Товарищеские матчи | Итого | Итого |
| Сборная          | Год              | Игры                | Голы                | Игры               | Голы               | Игры                | Голы                | Игры               | Голы               | Игры               | Голы               | Игры  | Голы  |
| ---------------- | ---------------- | ------------------- | ------------------- | ------------------ | ------------------ | ------------------- | ------------------- | ------------------ | ------------------ | ------------------ | ------------------ | ----- | ----- |
| Узбекистан       | 2009             | —                   | —                   | —                  | —                  | —                   | —                   | —                  | —                  | 1                  | 0                  | 1     | 0     |
| Узбекистан       | 2010             | —                   | —                   | —                  | —                  | —                   | —                   | —                  | —                  | —                  | —                  | —     | —     |
| Узбекистан       | 2011             | —                   | —                   | —                  | —                  | —                   | —                   | —                  | —                  | 1                  | 0                  | 1     | 0     |
| Всего за карьеру | Всего за карьеру | 0                   | 0                   | 0                  | 0                  | 0                   | 0                   | 0                  | 0                  | 2                  | 0                  | 2     | 0     |